# Primeira República Síria
A Primeira República Síria (em árabe: الجمهورية السورية, translit. al-Jumhūrīyah as-Sūrīyah), oficialmente República Síria (em árabe: الجمهورية السورية, translit. al-Jumhūrīyah as-Sūrīyah), foi formada em 1930 como um componente do Mandato Francês da Síria e do Líbano, sucedendo ao Estado da Síria. Um tratado de independência foi feito em 1936 para conceder a independência à Síria e acabar com o domínio oficial francês, mas o parlamento francês recusou-se a aceitar o tratado. De 1940 a 1941, a República Síria esteve sob o controle da França de Vichy, e após a invasão aliada em 1941 seguiu gradualmente o caminho para a independência. A proclamação da independência ocorreu em 1944, mas somente em outubro de 1945 a República Síria foi reconhecida de jure pelas Nações Unidas; tornou-se um Estado soberano de facto em 17 de abril de 1946, com a retirada das tropas francesas. Foi sucedida pela Segunda República Síria após a adoção de uma nova constituição em 5 de setembro de 1950.

## Antecedentes
Em 23 de dezembro de 1925, Henri de Jouvenel foi nomeado Alto Comissário francês para a Síria, e em 28 de abril de 1926, o Alto Comissário nomeou Ahmad Nami como Primeiro-Ministro e Chefe de Estado, que formou um governo composto por seis ministros, três dos quais eram nacionalistas, e foi acordado com o Alto Comissário Francês sobre a agenda de trabalho do governo dado a conhecer os dez pontos, os pontos mais importantes foram:
- Eleição da assembleia constituinte.
- Substituição do mandato por um tratado entre a Síria e a França por um período de trinta anos que salvaguardaria os direitos, deveres e interesses de ambas as partes de forma idêntica ao acordo entre o Iraque e a Grã-Bretanha.
- Conclusão da unidade síria.
- Criação de um exército nacional para que as tropas francesas possam retirar-se gradualmente do território sírio.
- A ajuda da França para a admissão da Síria na Liga das Nações.
- Uma anistia geral para todos os crimes políticos, especialmente aqueles relacionados com a grande revolução.

Os três governos formados por Ahmed Nami entre maio de 1926 e fevereiro de 1928 não conseguiram cumprir a sua agenda. A substituição do alto comissário Henri de Jouvenel por Henri Ponsot em setembro de 1926 com uma mudança de direcção em relação à questão síria, e contrariamente à amnistia geral, os franceses prenderam os três ministros do governo nacional em setembro de 1926 e exilaram-nos no Líbano.
O Alto Comissário francês iniciou uma série de discussões em Beirute com os principais líderes nacionais sírios Hashim al-Atassi e Ibrahim Hananu sobre a futura constituição, que não conseguiram chegar a qualquer acordo. Em 15 de fevereiro de 1928, Ahmed Nami renunciou e o Alto Comissário nomeou o Xeique Taj al-Din al-Hasani como o novo chefe-de-estado interino.
O Alto Comissário decretou uma anistia antes das eleições, denominando-a de anistia geral, mas excluindo acusações relacionadas à grande revolução e aos principais líderes nacionalistas sírio-libaneses, como Shukri al-Quwatli, Abdel Rahman Shahbandar, Fawzi Qawukji, Ihsan Jabri (Síria), Amin Rouhaiaha e Mohamed Shureiki (região de Alawi), Sultan al-Atrash (Jabal al-Druze), bem como Shakib Arslan, e Shaib Whab (Líbano). Portanto, os líderes da resistência armada síria não puderam participar nas eleições.
Os nacionalistas formaram um novo agrupamento político em preparação para as eleições que incluía o antigo Partido Nacional, alguns membros do Partido Popular e figuras independentes, a maioria das quais são locais, e autodenominavam-se Bloco Nacional, e Hashim al-Atassi foi eleito como seu presidente. As eleições foram realizadas em abril de 1928 e 70 membros foram eleitos, e os resultados não foram decididos, mas a favor dos nacionalistas urbanos e dos moderados rurais.
O projeto de uma nova constituição foi discutido por uma Assembleia Constituinte eleita em abril de 1928, mas como o Bloco Nacional pró-independência conquistou a maioria e insistiu na inserção de vários artigos “que não preservavam as prerrogativas do poder mandatário”.
A Assembleia Constituinte reuniu-se em 9 de maio de 1928, nas instalações do Governo, e elegeu por unanimidade o Sr. Hashem al-Atassi como seu presidente, e após a chegada de Henri Ponsott, o Alto Comissário, e Taj al-Din al-Hasani, o Primeiro-Ministro e seus ministros. A Assembleia Constituinte começou a recitar os artigos da Constituição, depois a reunião foi suspensa até à data de 11 de Agosto de 1928, altura em que a sessão foi novamente aberta na presença do Alto Comissário, do Primeiro-Ministro e dos seus ministros, depois dos restantes foram recitados os artigos da constituição e, ao votá-la como um todo, aprovados pela Assembleia Constituinte para todos os seus 115 artigos, incluindo os seis artigos (2, 72, 73, 75, 110, 112 e muitos referem-se às autoridades do Presidente e do Exército), que era o que os homens do mandato esperavam pela sua abolição da constituição, por inconsistência com o sistema de mandato.
O Alto Comissário retirou-se da sessão irritado e seguido pelo Primeiro-Ministro e pelos ministros, e emitiu a decisão de adiar a convocação da Assembleia Constituinte por um período de três meses, esperando que fosse alcançado um acordo sobre os seis artigos da Constituição que contradiziam a política do mandato e o adiamento das negociações foram repetidos sem sucesso. Então, quando a Assembleia Constituinte abriu a sua sessão em 5 de fevereiro de 1929, o chefe da divisão política do Alto Comissariado surpreendeu-os e leu aos deputados o memorando do Alto Comissariado contendo a eliminação dos seis artigos que se opunham à política do mandato e declaravam a suspensão do Assembleia Constituinte por tempo indeterminado.

## Mandato da República Síria (1930–1946)

### A primeira constituição síria

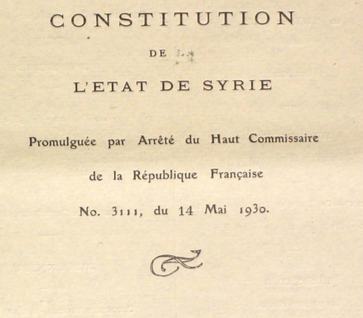
Página de título da "Constituição do Estado Sírio" de 1930.

Em 14 de maio de 1930, o alto comissário francês promulgou uma constituição para o Estado sírio. Em 22 de maio de 1930, o Estado da Síria foi declarado República da Síria e uma nova Constituição Síria foi promulgada pelo Alto Comissário francês, ao mesmo tempo que a Constituição Libanesa, o Règlement du Sandjak d'Alexandrette, o Estatuto do Governo alauíta, o Estatuto do Estado Jabal druso. Uma nova bandeira também foi mencionada nesta constituição:
A bandeira síria seria composta da seguinte forma, o comprimento será o dobro da altura. Deve conter três faixas de dimensões iguais, sendo a faixa superior verde, a faixa intermediária branca e a inferior preta. A parte branca teria três estrelas vermelhas alinhadas, com cinco pontas cada.
Durante 20 de dezembro de 1931 e 4 de janeiro de 1932, foram realizadas as primeiras eleições ao abrigo da nova constituição, sob uma lei eleitoral que previa "a representação das minorias religiosas", conforme imposto pelo artigo 37º da constituição. O Bloco Nacional estava em minoria na nova Câmara dos Deputados, com apenas 16 deputados em 70, devido à intensa fraude eleitoral por parte das autoridades francesas. Entre os deputados estavam também três membros do partido nacionalista curdo sírio Xoybûn (Khoyboun), Khalil bei Ibn Ibrahim Paxá (Província de Al-Jazira), Mustafá bei Ibn Shahin (Jarabulus) e Hassan Aouni (Kurd Dagh). Houve no final do ano, de 30 de março a 6 de abril, “eleições complementares”. Em 11 de junho de 1932, a Câmara dos Deputados da Síria elegeu Muhammad 'Ali Bay al-'Abid como presidente, o Estado Sírio foi renomeado como República da Síria em julho de 1932.
Em 1933, a França tentou impor um tratado de independência fortemente preconceituoso a favor da França. Prometeu independência gradual, mas manteve as montanhas sírias sob controlo francês. O chefe-de-estado sírio na época era um fantoche francês, Muhammad 'Ali Bay al-'Abid. A oposição feroz a este tratado foi liderada pelo nacionalista e parlamentar Hashim al-Atassi, que convocou uma greve de 60 dias em protesto. A coligação política de Atassi, o Bloco Nacional, mobilizou um apoio popular massivo para o seu apelo. Houve tumultos e manifestações e a economia parou.

### Tratado de Independência Franco-Sírio e o Sandjak de Alexandretta

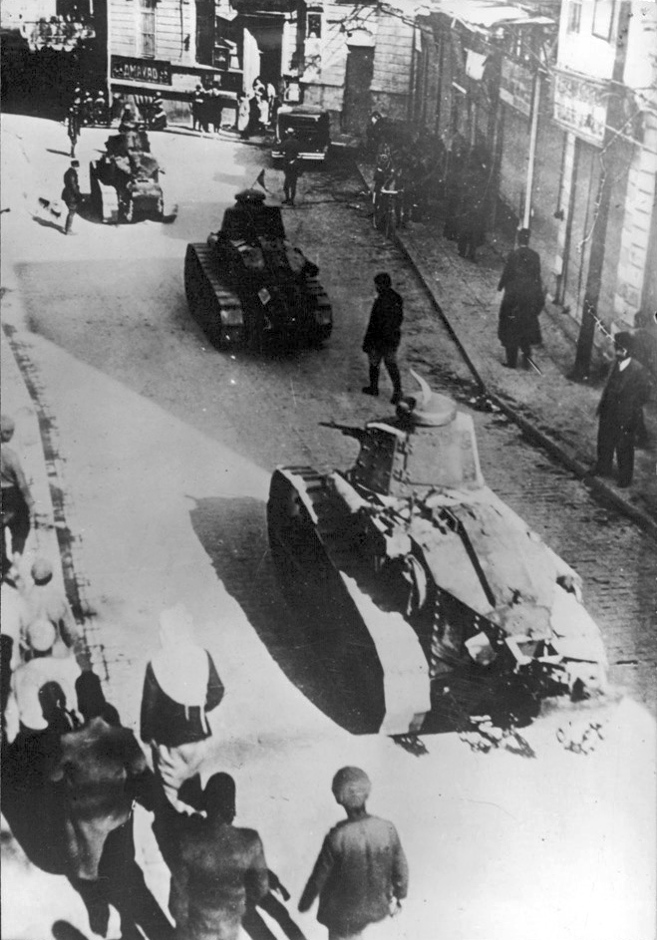
Uma coluna de carros de assalto Renault FT-17 franceses passa pelas ruas de Damasco em junho de 1941.

Após negociações em março com Damien de Martel, o Alto Comissário francês na Síria, Hashim al-Atassi foi a Paris chefiando uma delegação sênior do Bloco Nacional. O novo governo francês liderado pela Frente Popular, formado em junho de 1936 após as eleições de abril-maio, concordou em reconhecer o Bloco Nacional como os únicos representantes legítimos do povo sírio e convidou al-Atassi para negociações de independência. O tratado resultante exigia o reconhecimento imediato da independência da Síria como uma república soberana, com a emancipação total concedida gradualmente ao longo de um período de 25 anos.
Em 1936, foi assinado o Tratado de Independência Franco-Sírio, um tratado que não seria ratificado pela legislatura francesa. No entanto, o tratado permitiu que Jabal al-Druze, a região alauíta (agora chamada Lataquia), e Alexandretta fossem incorporadas à República Síria dentro dos dois anos seguintes. O Grande Líbano (atual República do Líbano) foi o único Estado que não aderiu à República Síria. Hashim al-Atassi, que foi primeiro-ministro durante o breve reinado do rei Faisal (1918–1920), foi o primeiro presidente a ser eleito ao abrigo de uma nova constituição adoptada após o tratado de independência.
O tratado garantiu a incorporação de regiões anteriormente autônomas drusas e alauítas na Grande Síria, mas não no Líbano, com o qual a França assinou um tratado semelhante em novembro. O tratado também prometeu a redução da intervenção francesa nos assuntos internos sírios, bem como uma redução de tropas, pessoal e bases militares francesas na Síria. Em troca, a Síria comprometeu-se a apoiar a França em tempos de guerra, incluindo a utilização do seu espaço aéreo, e a permitir que a França mantivesse duas bases militares em território sírio. Outras disposições políticas, económicas e culturais foram incluídas.
Atassi regressou triunfante à Síria em 27 de setembro de 1936 e foi eleito Presidente da República em novembro.
Em setembro de 1938, a França separou o sírio Sanjaco de Alexandreta, apesar do seu território estar garantido como parte da Síria no tratado, e transformou-o no Estado do Hatai, que se juntou à Turquia em junho de 1939. A Síria não reconheceu a incorporação de Hatay na Turquia e a questão ainda é controversa até hoje.
A ameaça emergente da Alemanha Nazista induziu o medo de ser flanqueada por ela se a França abandonasse as suas colónias no Médio Oriente. Isto, juntamente com inclinações imperialistas persistentes em alguns níveis do governo francês, levou a França a reconsiderar as suas promessas e a recusar-se a ratificar o tratado. Os motins eclodiram novamente, Atassi renunciou e a independência da Síria foi adiada até depois da Segunda Guerra Mundial.

### Segunda Guerra Mundial e independência

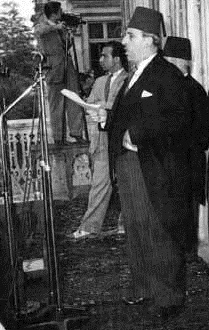
O presidente sírio, Shukri al-Quwatli, declarando a independência da Síria da França em 17 de abril de 1946

Com a queda da França em 1940 durante a Segunda Guerra Mundial, a Síria ficou sob o controlo do governo de Vichy até que os britânicos e os franceses livres invadiram e ocuparam o país em julho de 1941. A Síria proclamou novamente a sua independência em 1941, mas só em 1º de janeiro de 1944 é que foi reconhecida como uma república independente.
Na década de 1940, a Grã-Bretanha defendeu secretamente a criação de um Estado da Grande Síria que garantiria à Grã-Bretanha um estatuto preferencial em questões militares, económicas e culturais, em troca de pôr fim completamente à ambição judaica na Palestina. A França e os Estados Unidos opuseram-se à hegemonia britânica na região, o que acabou por levar à criação de Israel.
Em 27 de setembro de 1941, a França Livre proclamou, em virtude de e no âmbito do Mandato, a independência e a soberania do Estado Sírio. A proclamação dizia que "a independência e a soberania da Síria e do Líbano não afetarão a situação jurídica que resulta do ato do Mandato". Com efeito, esta situação só poderia ser alterada com o acordo do Conselho da Liga das Nações, com o consentimento do Governo dos Estados Unidos, signatário da Convenção Franco-Americana de 4 de Abril de 1924, e só após a conclusão entre ao Governo Francês e aos governos sírio e libanês de tratados devidamente ratificados de acordo com as leis da República Francesa.
Benqt Broms disse que era importante notar que havia vários membros fundadores das Nações Unidas cuja condição de Estado era duvidosa na altura da Conferência de São Francisco e que o governo da França ainda considerava a Síria e o Líbano como mandatos.
Duncan Hall disse: "Assim, pode-se dizer que o mandato sírio foi encerrado sem qualquer ação formal por parte da Liga ou do seu sucessor. O mandato foi encerrado pela declaração do poder mandatário, e dos próprios novos Estados, de sua independência, seguido por um processo de reconhecimento gradual e incondicional por outras potências, culminando na admissão formal às Nações Unidas. O Artigo 78 da Carta encerrou o status de tutela para qualquer Estado-membro: 'O sistema de tutela não se aplicará a territórios que tenham tornado-se membros das Nações Unidas, cuja relação será baseada no respeito pelo princípio da igualdade soberana.'" Assim, quando a ONU passou a existir oficialmente em 24 de outubro de 1945, após a ratificação da Carta das Nações Unidas pelos cinco membros permanentes, uma vez que tanto a Síria como o Líbano foram Estados-membros fundadores, o mandato francês para ambos foi legalmente rescindido nessa data e a independência total foi alcançada.
Em 29 de maio de 1945, a França bombardeou Damasco e tentou prender os seus líderes democraticamente eleitos. Enquanto os aviões franceses bombardeavam a capital, o primeiro-ministro Faris al-Khoury estava na conferência de fundação das Nações Unidas em São Francisco, apresentando a reivindicação da Síria de independência do Mandato Francês.
A independência da Síria foi alcançada de jure em 24 de outubro de 1945. A pressão contínua de grupos nacionalistas sírios e a pressão britânica forçaram os franceses a evacuar as suas últimas tropas em 17 de abril de 1946.

## Primeira República Síria Independente (1946–1950)

### Emendas constitucionais
A constituição de 1930 foi alterada em 1947. No mesmo ano, a Síria aderiu ao Fundo Monetário Internacional (FMI) e atrelou a sua moeda ao dólar americano em 2,19148 libras = 1 dólar, taxa que se manteve até 1961. As moedas libanesa e síria se dividiram em 1948.

### Guerra Árabe-Israelense de 1948 e consequências
A Liga Árabe fracassou na Guerra Árabe-Israelense de 1948. Husni al-Za'im assumiu o poder em 1949, mas morreu no final daquele ano. Ele foi sucedido por Atassi. Uma nova constituição foi elaborada e adotada em 1950, marcando o início da Segunda República Síria.